# Dora and the Lost City of Gold
Dora and the Lost City és una pel·lícula estatunidenca d'aventures del 2019. És l'adaptació en imatge real de Dora l'exploradora, una sèrie animada que emetia el canal Nickelodeon. És protagonitzada per Isabela Moner, Eugenio Derbez, Michael Peña, Eva Longoria, i Danny Trejo.
Es va estrenar als cinemes el 9 d'agost de 2019. S'ha subtitulat al català.

## Sinopsi
Havent passat la major part de la seua vida explorant la jungla, res podria preparar la Dora per a la seua aventura més perillosa fins avui—l'institut. Acompanyada per un grup d'adolescents deixats i per Boots el mico, Dora s'embarca en una missió per salvar els seus pares mentre intenta resoldre el misteri aparentment impossible darrere d'una civilització inca perduda.